# Dano Airport
Dano Airport är en flygplats i Burkina Faso. Den ligger i den sydvästra delen av landet, 220 km sydväst om huvudstaden Ouagadougou. Dano Airport ligger 307 meter över havet.
Terrängen runt Dano Airport är platt, och sluttar österut. Runt Dano Airport är det ganska tätbefolkat, med 67 invånare per kvadratkilometer.. Närmaste större samhälle är Dano, 2,0 km nordost om Dano Airport.
Omgivningarna runt Dano Airport är en mosaik av jordbruksmark och naturlig växtlighet.